# Ротштейн Юхим Бенціонович
Юхи́м Бенціо́нович Ротште́йн (16 травня 1933, Хмільник — 20 березня 2021, Кельн) — радянський, український, німецький шахіст, майстер спорту СРСР (1959).

## Біографія
Юхим Ротштейн народився у Хмільнику. У період з 1941 по 1946 роки проживав в евакуації у Набережних Челнах, 1946 року сім'я повернулася в Україну та поселилася у Львові, тоді ж Ротштейн вперше зіграв у шахи.
Гри в шахи він навчався у Рафаїла Горенштейна у Львівському палаці піонерів. Його тренером у місцевому шаховому клубі був Олексій Сокольський. У коло його друзів на той час входили Леонід Штейн та Борис Каталимов. Розділивши перше місце з Юхимом Лазарєвим на молодіжному чемпіонаті УРСР, Ротштейн кваліфікувався на командний чемпіонат СРСР серед юнаків 1951 року. У Ленінграді молодіжна збірна України посіла друге місце після команди Москви. Після закінчення школи, починаючи з 1950 року, Ротштейн навчався в Політехнічному інституті, здобув кваліфікацію інженера-механіка.
На турнірі найсильніших кандидатів України у 1957 році, що проходив в Одесі, розділив друге місце після Едуарда Гуфельда. Юхим Ротштейн багаторазовий учасник чемпіонатів України, найкраще досягнення — 9 місце у 1959 році. 12 набраних очок на цьому турнірі дозволили Ротштейну виконати норму майстра спорту СРСР. 
У період з 1960 по 1963 роки Ротштейн проживав та працював у Станіславі (Івано-Франківську). У 1962 році набравши 7½ очок розділив 4-5 місце з Суетіном у другому всесоюзному масовому турнірі, що проходив у Владимирі, а перемогу здобув Юрій Ніколаєвський. За підсумками цього турніру Юхим Ротштейн потрапив у півфінал чемпіонату СРСР (перші п'ять потрапляли). У півфіналі чемпіонату СРСР 1962 року, що проходив у Ризі, він розділив восьме місце з Айварсом Гіпслісом (по 9 очок).
Після повернення до Львова, працював на заводі, займав солідну посаду, відповідно уже не так часто грав у шахи. На початку 1990 рр. влаштувався в дитячу спортивну школу шаховим тренером, переважно працював з новачками, пізніше працював тренером у Польщі.
У 1998 році переїхав в Німеччину в місто Кельн, з 2002 року. перейшов до Німецької федерації шахів. Відновив активні виступи в турнірах, виграв більш як 50 перших місць (у тому числі першість Кельна, Леверкузена). Успішно виступав на турнірах серед ветеранів, сім разів (2000, 2002, 2004, 2006, 2007, 2017 та 2019) став чемпіоном Німеччини серед сеньйорів (вікова група 65+). Він також мав ряд досягнень на міжнародному рівні, зокрема увійшов до топ-10 на чемпіонаті світу серед сеньйорів 2000 року (Рові) та 2008 року (Бад-Цвішенан), а також на чемпіонаті Європи серед сеньйорів 2005 року (Бад-Гомбург).
До введення рейтингу Ело, його найкращий історичний рейтинг був 2534 у листопаді 1959 року. Юхим Ротштейн мав звання майстра ФІДЕ, а його син Аркадій має титул гросмейстера.

## Результати виступів у чемпіонатах України
Юхим Ротштейн зіграв у 9 фінальних турнірах чемпіонатів України, набравши при цьому 61½ очка зі 149 можливих.
| Рік  | Місто | Турнір                 | + | −  | =  | Результат | Місце   |
| ---- | ----- | ---------------------- | - | -- | -- | --------- | ------- |
| 1952 | Київ  | 21-й чемпіонат України | 3 | 9  | 3  | 4½ з 15   | 13 — 14 |
| 1956 | Київ  | 25-й чемпіонат України | 4 | 11 | 4  | 6 з 19    | 18      |
| 1959 | Київ  | 28-й чемпіонат України | 6 | 3  | 12 | 12 з 21   | 9       |
| 1960 | Київ  | 29-й чемпіонат України | 3 | 9  | 5  | 5½ з 17   | 17      |
| 1961 | Київ  | 30-й чемпіонат України | 3 | 10 | 2  | 4 з 15    | 15      |
| 1963 | Київ  | 32-й чемпіонат України | 5 | 5  | 7  | 8½ з 17   | 11 — 12 |
| 1964 | Київ  | 33-й чемпіонат України | 5 | 9  | 5  | 7½ з 19   | 16 — 17 |
| 1967 | Київ  | 36-й чемпіонат України | 5 | 6  | 2  | 6 з 13    | 38 — 44 |
| 1974 | Львів | 43-й чемпіонат України |   |    |    | 7½ з 13   | 11 — 16 |